# Мера, Иоан
Иоа́н Ме́ра (рум. Ioan Mera; 5 января 1987, Регин) — румынский футболист, защитник и капитан клуба «АСУ Политехника».

## Карьера
Воспитанник клуба «Политехника Тимишоара». Несмотря на то, что провел в родном клубе около десяти лет, принял участие в чуть больше чем 30 матчах чемпионата Румынии, в основном выступая за другие команды Румынии на правах аренды. Летом 2012 года стал игроком владикавказской «Алании».